# Svenska Aero Jaktfalken
Svenska Aero Jaktfalken ("Gyrfalcon") là một loại máy bay tiêm kích, huấn luyện của Thụy Điển vào cuối thập niên 1920. Do hãng Svenska Aero và sau là AB Svenska Järnvägsverkstädernas Aeroplanavdelning (ASJA) chế tạo.

## Biến thể
- SA 11 Jaktfalken
- SA 14 Jaktfalken I
- SA 14 Jaktfalken II
- SA 14E Jaktfalken II
- SA 14 Jaktfalken II

#### Định danh của Không quân Thụy Điển
- J 6
- J 6A
- J 6B

## Quốc gia sử dụng
Phần Lan
- Không quân Phần Lan

 Na Uy
- Không quân Lục quân Na Uy

 Thụy Điển
- Không quân Hoàng gia Thụy Điển

## Tính năng kỹ chiến thuật (Jaktfalken II)
Dữ liệu lấy từ Complete Book of Fighters
Đặc điểm tổng quát
- Kíp lái: 1
- Chiều dài: 7,50 m (24 ft 7¼ in)
- Sải cánh: 8,80 m với cánh trên (28 ft 10½ in)
- Chiều cao: 3,46 m (11 ft 4¼ in)
- Diện tích cánh: 21,8 m² (235 ft²)
- Trọng lượng rỗng: 946 kg (2.085 lb)
- Trọng lượng cất cánh tối đa: 1.470 kg (3.240 lb)
- Động cơ: 1 × Bristol Jupiter VIIF, 520 hp (388 kW)

 Hiệu suất bay 
- Vận tốc cực đại: 310 km/h (168 knot, 193 mph)
- Vận tốc hành trình: 260 km/h (140 knot, 161 mph)
- Tầm bay: 550 km (340 dặm)
- Trần bay: 7.800 m[2] (25.590 ft)

Trang bị vũ khí

- 2× súng máy 7.92 mm (0.31 in)